# Aloe erinacea x arborescens
Aloe erinacea x arborescens é uma espécie de liliopsida do gênero Aloe, pertencente à família Asphodelaceae.